# 万願寺とうがらし
万願寺とうがらし（まんがんじとうがらし）は、トウガラシの品種のひとつ。京都府舞鶴市が発祥の京野菜。地元では「万願寺」「万願寺甘唐」とも呼ばれている。収穫・出荷時期は5月上旬から9月中旬。

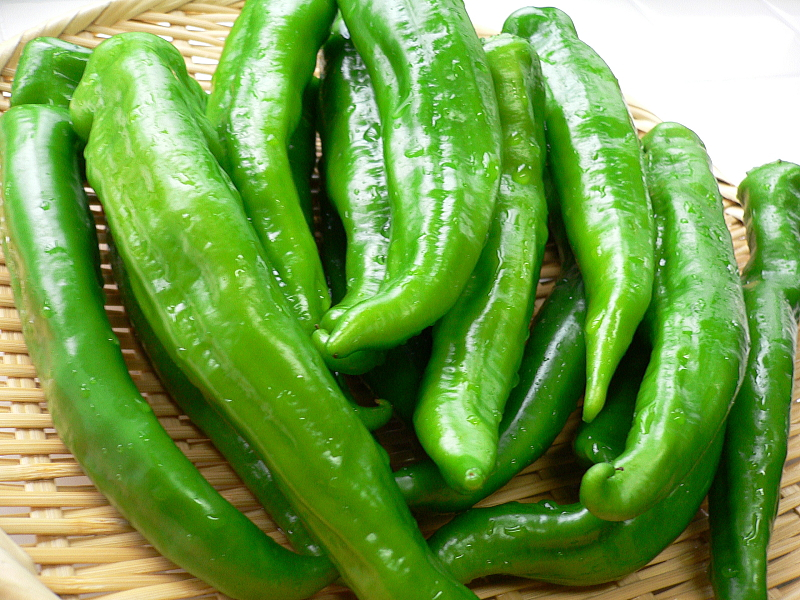
万願寺とうがらし
（ざるの直径は27cm）

大正末期から昭和初期にかけて京都府舞鶴市万願寺地区にて伏見系のトウガラシとカリフォルニア・ワンダー系のトウガラシを交配して誕生したものと言われている。果肉は大きくて分厚く、柔らかく甘味があり、種が少なく食べやすいことが特徴。その大きさから「とうがらしの王様」とも呼ばれている。
知名度の高い代表的な京野菜のひとつであり、外国系とうがらしの血統を持つとされながら、
伝統的に生産され続けている野菜として京都府が特に選定した「京の伝統野菜」に準ずる野菜として指定されている。
現在、発祥の地である舞鶴市の他、綾部市、福知山市で生産されている「万願寺とうがらし」は、歴史に磨かれた特徴ある農林水産物の中で、品質・量に特に優れているとして京都府が認証している「ブランド京野菜」に指定され、「万願寺甘とう」という商標登録で、主に京都府内・大阪・関東圏に向け出荷されている。2017年6月23日に「万願寺甘とう」として地理的表示保護制度に登録された。

## 郷土料理
京都市並びに京都府中丹地方では、万願寺とうがらしを使用した郷土料理「万願寺とうがらしとじゃこの炊いたん」が家庭料理として親しまれている。（「炊いたん」とは、出汁が染み込むまでしっかり炊いたおかずのこと。）万願寺とうがらしは5月中旬から10月下旬に出荷され店頭に並ぶため、「万願寺とうがらしとじゃこの炊いたん」は夏のおばんざいとして、日常的に作られている。作り方は、万願寺とうがらしを食べやすいサイズに切り分け、じゃこと一緒にだし汁、醤油、みりん、酒を入れて煮含めていく。軽く火が通ったら出来上がり。以上のように気軽に作れるため、万願寺とうがらしは常備菜としても親しまれている。